# Le Temple (Loir-et-Cher)
Le Temple település Franciaországban, Loir-et-Cher megyében. Lakosainak száma 173 fő (2022. január 1.). Le Temple Beauchêne, Choue, Cormenon, Danzé, Épuisay, Saint-Marc-du-Cor és Sargé-sur-Braye községekkel határos.

## Népesség
A település népességének változása:
| Lakosok száma | 224  | 156  | 150  | 176  | 175  | 184  | 187  | 186  | 182  | 173  |
|               | 1968 | 1982 | 1990 | 2006 | 2013 | 2015 | 2017 | 2019 | 2020 | 2022 |